# Union internationale pour la conservation de la nature

Ancien logo

L'Union internationale pour la conservation de la nature (UICN, en anglais IUCN) est une Organisation internationale consacrée à la conservation de la nature, ses membres étant à la fois des autorités gouvernementales et des ONG.
Sa mission est d'influencer, d'encourager et d'assister les sociétés du monde entier, dans la conservation de l'intégrité et de la biodiversité de la nature, ainsi que de s'assurer que l'utilisation des ressources naturelles est faite de façon équitable et durable.
Fondée le 5 octobre 1948 à la suite d'une conférence internationale tenue à Fontainebleau, en France, elle s'intitulait, à l'origine, Union internationale pour la protection de la nature (UIPN), mais elle a été rebaptisée sous son nom actuel en 1956. Son siège est situé à Gland, en Suisse. Elle réunit plusieurs États et agences gouvernementales, plus de 1 100 ONG et plus de 10 000 experts et scientifiques. Elle emploie plus d'un millier de personnes dans le monde, qui travaillent sur plusieurs centaines de projets. Elle a aidé plus de 75 pays à préparer et appliquer des stratégies en matière de conservation et de diversité biologique.
L'UICN est particulièrement connue pour attribuer aux espèces un statut de conservation, qui fait référence dans la communauté scientifique, et à partir desquels elle édite sa liste rouge des espèces menacées. Elle classe également les aires protégées en 7 catégories.
L'UICN est également l'organisme consultatif référent auprès du Comité du patrimoine mondial pour l'étude des candidatures des sites naturels à la liste du patrimoine mondial, ainsi que l'évaluation de l'état de conservation de ces sites. Elle a également un rôle consultatif auprès de la FAO et du ECOSOC. De plus, c'est un membre observateur à l'ONU.

## Historique
En novembre 1946, Joseph Needham, le directeur de la toute nouvelle Division scientifique de l’Unesco, exprima son souhait que se constituât bientôt une « organisation internationale de grande ampleur dédiée à la protection de la nature » dans un courrier adressé à l'ornithologue britannique Phyllis Barclay-Smith (en), une figure de premier plan dans la communauté internationale pour la préservation de la nature.
L'organisation a été fondée le 5 octobre 1948 lors d'une conférence internationale tenue à Fontainebleau, en France. Cette réunion a regroupé des représentants de 18 gouvernements, 7 organisations internationales et 107 institutions nationales. A l'origine l'association est nommée Union internationale pour la protection de la nature (UIPN).
Dans ses premières années d'existence, l'UICN reste proche de l'UNESCO, comme le montre le fait que l'UNESCO confie la préparation de la conférence de New York sur la conservation et l'utilisation durable des ressources de 1949, à l'UICN.
En 1950, l'UICN publie une première liste des espèces gravement menacées.
Entre le début des années 1950 et 1960, l'UICN le principal domaine d'attention de l'UICN a été l'étude de l'impact humain sur l'environnement, en particulier celui des pesticides. L'UICN a également promu les études d'impacts. 
En 1956, l'association est rebaptisée Union internationale pour la conservation de la nature et des ressources naturelles. Ce changement de nom accompagne la reconnaissance croissante que la protection absolue de la nature est impossible, et, en  ajoutant l'expression "des ressources naturelles", permet de s'ouvrir plus largement aux gouvernements internationaux.
Entre 1960 et 1970, la focale s'est portée sur la protection des espèces et de leurs habitats. En 1964, l'UICN a lancé la liste rouge des espèces menacées.
Dans la décennie 1970, l'UICN a travaillé à l'élaboration des lois de protection de la nature et dans les années 1980 sur les stratégies nationales de conservation de la nature.
En 1980, l'UICN conjointement avec le WWF et le PNUE, a lancé la stratégie mondiale pour la conservation de la nature. Cette stratégie est à l'origine de la définition la plus utilisé, aujourd'hui, du développement durable.
En 1990, l'UICN devient observateur à l'Assemblée générale des Nations unies.
À partir des années 2000, les préoccupations se sont déplacées vers le champ social. L'UICN a travaillé sur les connexions entre l'Homme et la nature et la réduction de la pauvreté comme outil de conservation de la nature. Elle commence, également à promouvoir la notion de solution fondée sur la nature, à l'occasion de la Conférence de Copenhague de 2009 sur les changements climatiques

### Présidents
Liste des présidents depuis 1948 :
- 1948-1954 : Charles Jean Bernard
- 1954-1958 : Roger Heim
- 1958-1963 : Jean Baer
- 1963-1966 : François Bourlière

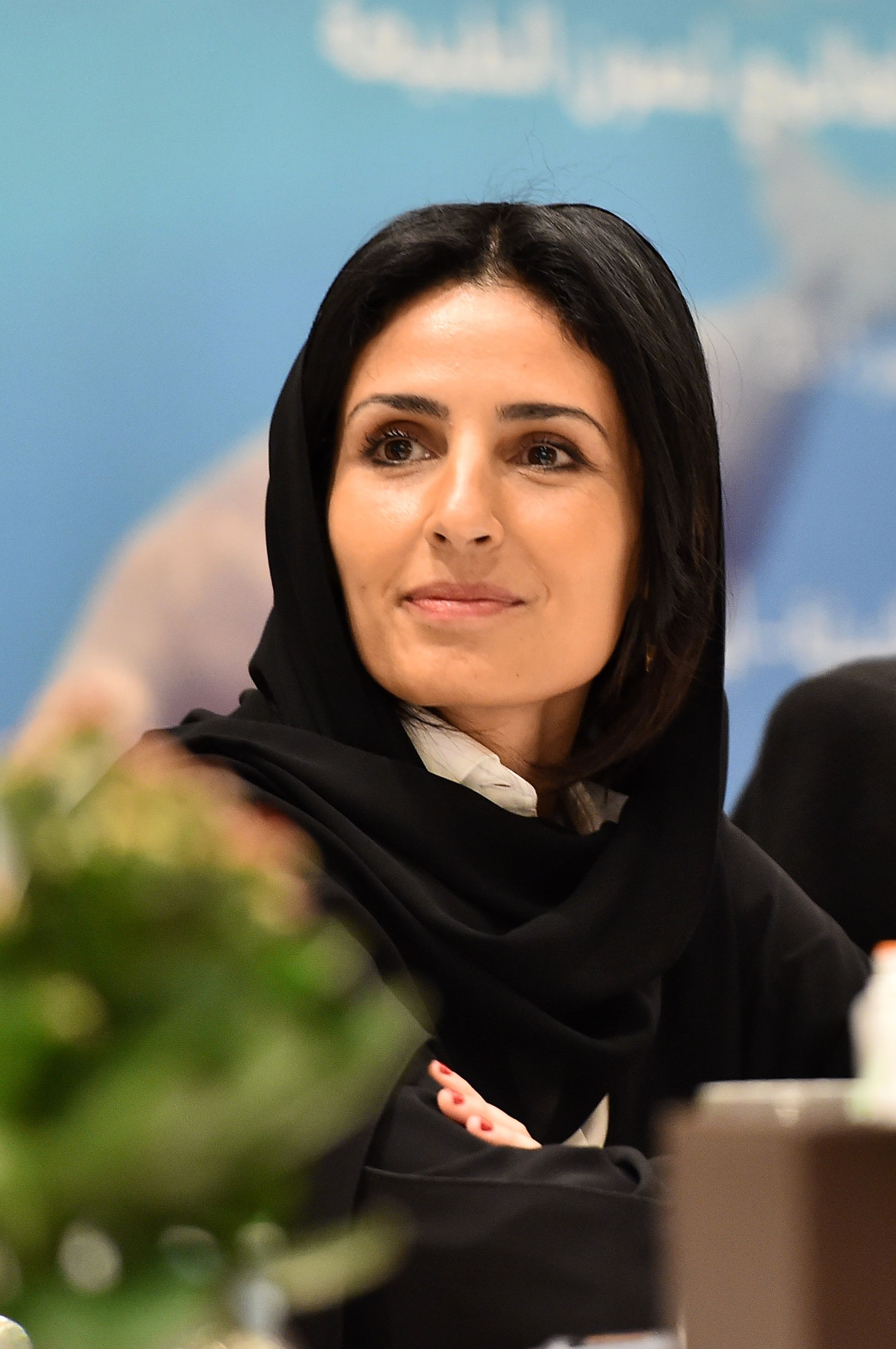
Razan Khalifa Al Mubarak, présidente de l'UICN depuis 2021

- 1966-1972 : Harold Jefferson Coolidge
- 1972-1978 : Donald Kuenen (nl)
- 1978-1984 : Mohamed Kassas (en)
- 1984-1990 : Monkombu Swaminathan
- 1990-1994 : Shridath Ramphal
- 1994-1996 : Jay D. Hair
- 1996-2004 : Yolanda Kakabadse
- 2004-2008 : Mohammed Valli Moosa (en)
- 2008-2012 : Ashok Khosla (en)[7]
- 2012-2021 : Zhang Xinsheng (en)
- depuis le 11 septembre 2021 : Razan Khalifa Al Mubarak

### Directeurs généraux
Liste des directeurs généraux depuis 1948 :
- 1948-1955 : Jean-Paul Harroy
- 1959-1960 : M.C. Bloemers
- 1962 : Gerald Watterson
- 1963-1966 : Hugh Elliott
- 1966-1970 : Joe Berwick
- 1970-1976 : Gerardo Budowski (en)
- 1977-1980 : David Munro
- 1980-1982 : Lee M. Talbot (en)
- 1983-1988 : Kenton Miller
- 1988-1994 : Martin Holdgate
- 1994-1999 : David McDowell
- 1999-2001 : Maritta Koch-Weser
- 2001-2006 : Achim Steiner
- 2006-2014 : Julia Marton-Lefèvre
- 2015-2019 : Inger Andersen
- 2019-2020 : Grethel Aguilar
- depuis 2020 : Bruno Oberle

### Congrès Mondial
Les congrès mondiaux ont, aujourd'hui, lieu tous les quatre ans, dans le passé, ils ont été organisés tous les deux ans puis tous les trois ans. Depuis 1996, le congrès mondial est ouvert au grand public lors de son "forum" et d'expositions.
- 1948 : Fontainebleau
- 1950 : Bruxelles
- 1952 : Caracas
- 1954 : Copenhague
- 1956 : Edimbourg
- 1958 : Athènes[9]
- 1960 : Varsovie
- 1963 : Nairobi
- 1966 : Lucerne
- 1969 : New Delhi
- 1972 : Banff
- 1975 : Kinshasa
- 1977 : Genève
- 1978 : Achgabat
- 1981 : Christchurch
- 1984 : Madrid
- 1988 : San José
- 1990 : Perth
- 1994 : Buenos Aires
- 1996 : Montréal
- 2000 : Amman
- 2004 : Bangkok
- 2008 : Barcelone
- 2012 : Jeju [10]
- 2016 : Hawaï
- 2021 : Marseille

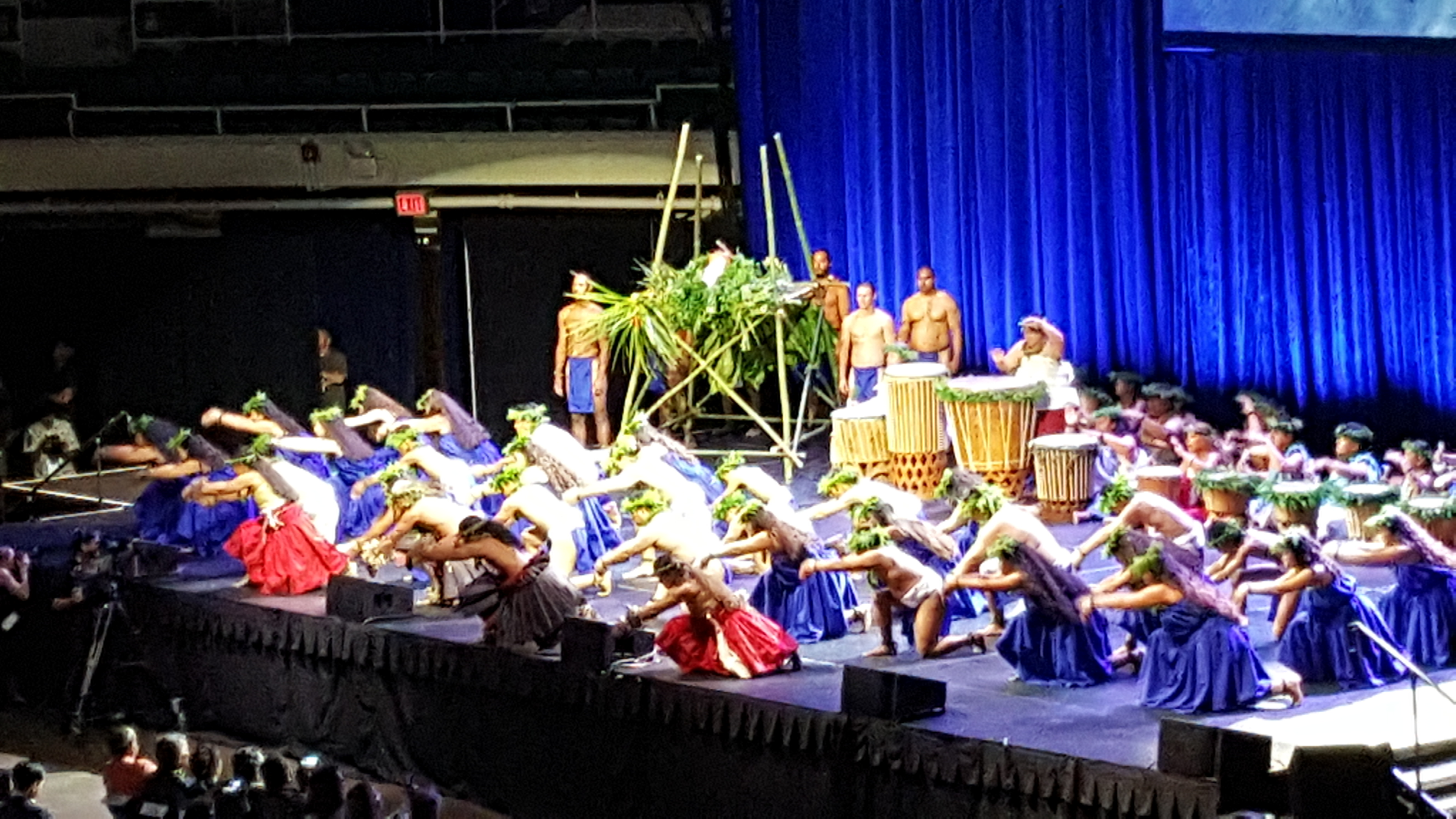
Cérémonie d'ouverture du congrès mondial de l'UICN, à Hawaï, en 2016.

En septembre 2016, le congrès mondial de l'UICN a réuni près de 10 000 délégués venus de plus de 190 pays, qui ont échangé et travaillé notamment sur la question des forêts.
En 2021, le congrès mondial de l'UICN rassemble à Marseille plusieurs milliers de chercheurs, de représentants de gouvernements, d'entreprises, d'organisations non-gouvernementales. Les peuples autochtones ont pour la première fois pu avoir une représentation directe (sans pouvoir de vote) et ils ont ainsi, par la voix de José Gregorio Diaz Mirabal (de la Coordination des organisations autochtones du bassin amazonien), demandé au congrès mondial de la nature de se prononcer sur leur revendication d'une protection de 80 % de l'Amazonie avant 2025. Une motion soutenant de projet a été déposée en urgence au congrès.

### Congrès mondial des parcs
Le congrès mondial sur les parcs est une manifestation organisée par l'UICN rassemblant experts et politiques autour des aires protégées. Il a eu lieu en 1962 à Seattle, en 1972 à Yellowstone, en 1982 à Bali, en 1992 à Caracas, en 1997 à Albany, en 2003 à Durban et en 2014 à Sidney.

## Structure de l'organisation

### Membres
L’UICN est une organisation comprenant 1 400 membres (ONG et agences gouvernementales) et 10 000 experts scientifiques. Elle est présente dans plus de 50 pays.
Les candidats doivent obtenir l'approbation des 2/3 des membres des deux collèges (des associations et des gouvernements) pour devenir de nouveaux membres.

### Commissions
Les six commissions réunissent plus de 10 000 spécialistes volontaires, des disciplines les plus variées. Ils évaluent l’état des ressources naturelles dans le monde et apportent à l’Union un solide savoir-faire et du conseil politique sur les problèmes de conservation.
- Commission de l’éducation et de la communication (CEC) - créée en 1948 : la CEC soutient l’utilisation stratégique de la communication et de l’éducation pour renforcer et former les parties prenantes afin qu’elles utilisent les ressources naturelles d’une manière durable.
- Commission de la sauvegarde des espèces (SSC) - créée en 1956 : la SSC conseille l’Union sur des aspects techniques de conservation des espèces et mobilise des actions pour les espèces menacées d’extinction. Depuis sa création, la liste rouge de l'UICN des espèces menacées est maintenue par la SSC.
- Commission mondiale des aires protégées (WCPA) - créée en 1958 : la WCPA promeut l’établissement et la gestion effective d’un réseau de représentants au niveau mondial des aires marines et terrestres protégées.
- Commission du droit de l’environnement (CEL) - créée en 1960 : la CEL propose le droit de l’environnement en développant de nouveaux concepts et instruments juridiques et en renforçant les capacités des sociétés à faire appel au droit de l’environnement dans ses activités de conservation et de développement durable.
- Commission des politiques environnementales, économiques et sociales (CEESP) - créée en 1966 : la CEESP apporte l’expertise et le conseil politique sur des facteurs économiques et sociaux en vue de la conservation et l’utilisation durable de la diversité biologique.
- Commission de la gestion des écosystèmes (CEM) - créée en 1996 : la CEM fournit l’orientation spécialisée sur des approches écosystémiques intégrées pour la gestion des écosystèmes naturels et modifiés.

Environ 80% des experts participent à la commission de la sauvegarde des espèce et la majorité des autres siègent à la commission sur les aires protégées.

### Secrétariat

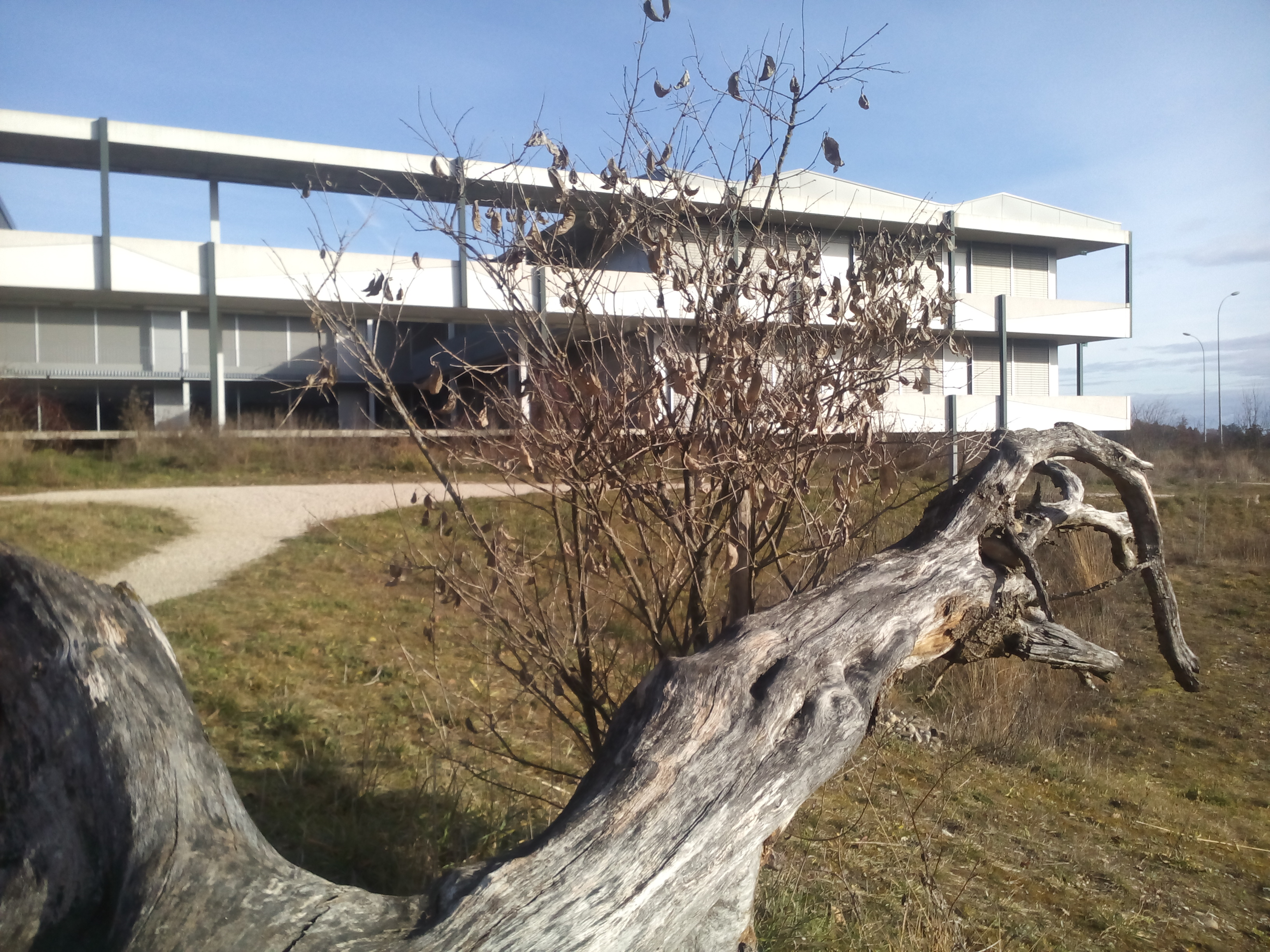
Siège de L'UICN, Gland, Suisse, en 2016

Le secrétariat emploie environ 1 000 personnes à plein temps dans plus de 50 pays. 70 % des membres du personnel viennent de pays en développement. Le secrétariat rend compte de ses activités au conseil de l’UICN. 
Il est dirigé par une directrice générale et un directeur général adjoint, il comprend, en outre un directeur de la stratégie entrepreneurial de la communication et des partenariat et un directeur scientifique. Il a une structure décentralisée, avec des bureaux régionaux, hors-siège, nationaux et des projets établis dans le monde entier. Le siège de l’UICN se trouve à Gland, près de Genève (Suisse).

## Programme de l'UICN
Le travail de l'UICN est motivé par deux caractéristiques de la vie moderne : d’une part, la production mondiale et les modes de consommation détruisent le système qui nous maintient en vie — la nature — à un rythme dangereusement élevé et qui ne faiblit pas.

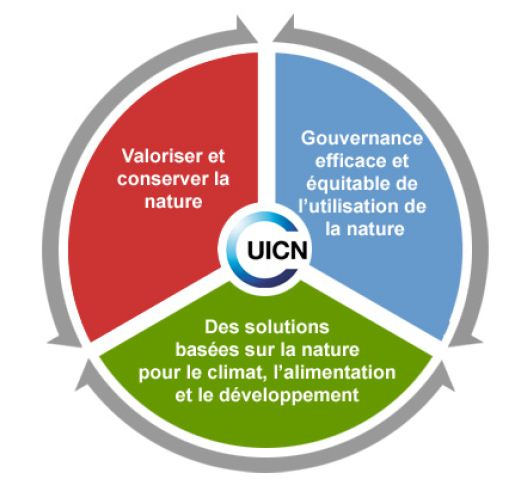
Cadre du Programme de l'UICN 2017-2020.

D’autre part, les populations, les communautés, les gouvernements et les acteurs du secteur privé sous-utilisent le pouvoir potentiel de la nature et les solutions qu’elle peut apporter pour relever les défis mondiaux du changement climatique, de la sécurité alimentaire ou du développement économique et social, ce que l’UICN appelle des solutions basées sur la nature.
Le programme comprend trois domaines :
- « Valoriser et conserver la nature », pour renforcer les travaux fondamentaux de l’UICN sur la conservation de la biodiversité, en soulignant à la fois les valeurs tangibles et intangibles de la nature.
- « Gouvernance efficace et équitable de l’utilisation de la nature », pour consolider les travaux de l’UICN concernant « les relations entre l’homme et la nature », les droits et les responsabilités et l’économie politique de la nature.
- « Des solutions basées sur la nature pour relever les défis mondiaux du climat, de l’alimentation et du développement », pour élargir les travaux de l’UICN sur la contribution de la nature à la résolution des problèmes de développement durable, notamment du point de vue du changement climatique, de la sécurité alimentaire et du développement économique et social.

## Principales productions et contributions

### Aires protégées selon l'UICN
Afin d'harmoniser l'effort de conservation de la nature entre les différents pays à travers le monde, l'UICN s'est dotée en 1994 d'un référentiel permettant de catégoriser les divers types d'aires protégées en fonction du degré de protection du patrimoine naturel et culturel qu'elles renferment. L'UICN définit des aires protégées comme étant des zones terrestres ou marines spécifiquement consacrées à la protection et à la conservation de la diversité biologique, ainsi qu'aux ressources naturelles et culturelles associées. Ces zones et ressources remarquables doivent être gérées par des moyens efficaces, de nature juridique (y compris contractuelle) ou autre (pédagogique, financière, etc.). La Commission des parcs nationaux et des aires protégées (CPNAP) de l'UICN définit ainsi 6 catégories d'aires protégées (la catégorie I comporte deux sous-catégories).
Cette classification permet entre autres de comparer les efforts de protection et de conservation de la nature entre différents pays.
| Catégorie UICN | Nom                                                                | Caractéristiques et objectifs de gestion                                                                                            |
| -------------- | ------------------------------------------------------------------ | --- |
| Ia             | Réserve naturelle intégrale                                        | Aire protégée gérée principalement à des fins scientifiques ou de protection des ressources sauvages                                |
| Ib             | Zone de nature sauvage                                             | Aire protégée gérée principalement à des fins de protection des ressources sauvages                                                 |
| II             | Parc national                                                      | Aire protégée gérée principalement dans le but de protéger les écosystèmes et à des fins récréatives                                |
| III            | Monument ou élément naturel                                        | Aire protégée gérée principalement dans le but de préserver des éléments naturels spécifiques                                       |
| IV             | Aire de gestion des habitats ou des espèces                        | Aire protégée gérée principalement à des fins de conservation, avec intervention au niveau de la gestion                            |
| V              | Paysage terrestre ou marin protégé                                 | Aire protégée gérée principalement dans le but d'assurer la conservation de paysages terrestres ou marins et à des fins récréatives |
| VI             | Aire protégée pour l’utilisation durable des ressources naturelles | Aire protégée gérée principalement à des fins d'utilisation durable des écosystèmes naturels                                        |

### Liste rouge de l'UICN des espèces menacées

Résumé des catégories de la liste rouge 2006.

L'UICN publie sur son site web une liste rouge, mise à jour périodiquement, destinée à répertorier les espèces animales ou végétales en danger dans le monde. Lorsque les données concernant une espèce sont en quantité suffisante, elle fait l’objet d’une évaluation et d’un suivi sur plusieurs années.

### Liste verte de l'UICN
Depuis 2014, l'UICN rassemble les aires protégées dont la gouvernance adhère aux standards établis, et dont la gestion est efficace pour la sauvegarde des espèces, dans une liste verte qui a pour objectif, selon ses créateurs, de devenir une référence mondiale pour l'aménagement des aires protégées en promouvant les pratiques exemplaires. En 2019, la liste comptait avec 46 sites dans 14 pays.

### L'UICN à l'origine de la notion de développement durable

Les trois piliers du développement durable.

C’est, semble-t-il, en mars 1980 que sont utilisés, pour la première fois, officiellement, les mots « développement durable » ou plutôt « sustainable development », lorsque l’Union internationale de conservation de la nature lance sa « World conservation strategy: Living resources conservation for sustainable development » (Stratégie mondiale de la conservation : la conservation des ressources vivantes au service du développement durable).
Ce concept sera ensuite repris et précisé dans le Rapport Brundtland pour les Nations-Unies.
Les premiers mots de l’avant-propos de cette stratégie sont : « L’humanité, dans sa volonté de réaliser son développement économique et dans sa quête des richesses naturelles, doit accepter la réalité de la limitation des ressources et de la capacité de charge des écosystèmes, et tenir compte des besoins des générations futures. Tel est le message de la conservation. »
Cette stratégie est fondée sur trois axes principaux :
- Le maintien des processus écologiques essentiels et des systèmes entretenant la vie (régénération et protection des sols, recyclage des nutriments, épuration naturelle des eaux).
- La préservation de la diversité génétique dont dépendent le fonctionnement de la plupart de ces processus et systèmes, les programmes de sélection nécessaires à la protection et l’amélioration des plantes cultivées, des animaux domestiques et des micro-organismes, ainsi qu’au progrès scientifique et technique et à l’avenir des nombreuses industries utilisant les ressources vivantes.
- L’utilisation durable des espèces et des écosystèmes (notamment la faune, dont les poissons, les forêts et les pâturages) dont sont tributaires des millions de communautés rurales aussi bien que de grandes industries.

L'UICN intègre les sujets de consommation minimum d'énergie et de construction 0 carbone dès 2005 en intégrant des matériaux économes, développés par Jean-Luc Sandoz dans la lignée de Julius Natterer, développés à l'EPFL.
En 2012, l'UICN envisage une « Liste rouge » des écosystèmes vulnérables, menacés ou en danger critique dans le monde. C'est une initiative testée et portée par un biologiste vénézuélien, Jon Paul Rodríguez, qui a travaillé sur l'importance des données locales et les critères régionaux des listes rouges (2001). Il a, par la suite, réalisé un classement pour les écosystèmes terrestres du Venezuela et a en 2011 publié une liste argumentée de critères d'évaluation environnementale de la santé des écosystèmes et de hiérarchisation des menaces pour les écosystèmes.

## Travail actuel

### Biologie synthétique
La biologie synthétique est un champ émergeant qui vise à exploiter les principes d’ingénierie et les méthodes de manipulation génétique pour concevoir des systèmes biologiques avec des applications en différents domaines. Les développements dans la biologie synthétique ont rendu ce sujet applicable aux problématiques typiques de la biologie de la conservation, comme la surexploitation de ressources naturelles, la destruction des habitats, la pollution et la gestion des espèces invasives. Toutefois, actuellement la communauté scientifique n’est pas parvenue à un consensus concernant les applications de la biologie synthétique pour la sauvegarde de la biodiversité. En décembre 2015, un congrès organisé à Bellagio (Italie) par l’UICN a réuni scientifiques et conservationnistes afin de discuter du futur de la biologie synthétique, son rôle dans la conservation de la nature et les actions à prendre pour influencer la trajectoire de ses applications en conservation. À la suite de ce congrès, en 2018, l’UICN a mis en place un groupe de travail chargé de :
- évaluer l’état actuel des technologies de manipulation génétique du point de vue politique et scientifique ;
- identifier des applications et des produits de la biologie synthétique qui pourront avoir un impact sur la biodiversité ;
- coordonner les efforts de collaborateurs régionaux et internationaux de l’UICN afin de produire des directives concernant les applications de la biologie synthétique en conservation.

## Comités nationaux
Depuis 1992, le Comité français de l'UICN (ou UICN France) regroupe les organismes et les experts de l'UICN en France.